# Nexus 6P

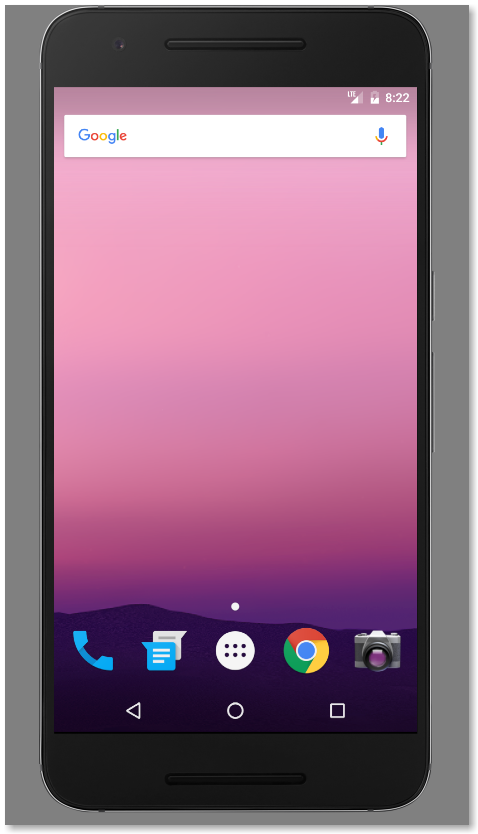
Android 7.0 Nougat

Nexus 6P (кодовое название Angler) — это Android-смартфон, разработанный и продаваемый Google и произведенный Huawei. Он пришёл на смену Nexus 6 в качестве флагманского устройства линейки Android-устройств Nexus от Google. Официально представленный 29 сентября 2015 года вместе с Nexus 5X на пресс-конференции Google Nexus 2015 в Сан-Франциско, он был доступен для предварительного заказа в тот же день в США, Великобритании, Ирландии и Японии.
Существенные изменения по сравнению с предыдущими устройствами Nexus включают полностью алюминиевый корпус, который тоньше и легче, чем у Nexus 6, сканер отпечатков пальцев на задней панели под названием Nexus Imprint, более быструю систему на кристалле Snapdragon 810 v2.1 с 8 ядрами (SoC), дисплей AMOLED, улучшенные камеры, расширенные возможности подключения LTE, двусторонний разъем для док-станции USB-C и удаление беспроводной зарядки. Nexus 6P также был первым устройством Nexus со 128 ГБ встроенной памяти, а также первым устройством Nexus, предлагаемым в золотом цвете.
Nexus 6P послужил стартовым устройством для Android 6.0 Marshmallow, в котором были представлены обновленный интерфейс, улучшения производительности и времени автономной работы, интеграция с Google Now on Tap, детальная модель разрешений, проверка отпечатков пальцев и другие новые функции. 4 октября 2016 года Google представила своего преемника — Google Pixel.
Согласно Google, буква «P» в 6P означает «Premium».

## История
Nexus 6P — это первый телефон Nexus, который Google выбрал для совместной разработки с китайской компанией Huawei. Изображения устройства впервые просочились в сентябре 2015 года, демонстрируя алюминиевый корпус с приподнятой планкой в верхней части устройства с камерой.
После того, как Nexus 6P был официально представлен 29 сентября 2015 года на пресс-конференции в Left Space Studios в Сан-Франциско вице-президентом по разработке Android Дэйвом Берком, он стал доступен с моделью на 32 ГБ по цене от 499 долларов.
Значительные усилия были направлены на улучшение дизайна Nexus 6P по сравнению с его предшественником, при этом Google оказал значительное влияние на дизайн. Инженеры Google упоминают, что была предпринята попытка улучшить эргономику использования телефона одной рукой за счет уменьшения экрана до 5,7 дюймов, а единственная выпуклость на Nexus 6 была заменена на горизонтальную полосу, чтобы избежать потенциального вращения телефона, если он лежит на плоской поверхности. Некоторые элементы дизайна были отвергнуты, в частности центрирование реверсивного зарядного порта USB-C. Вице-президент Huawei по исследованиям и разработкам назвал Nexus 6P проектом мечты, несмотря на проблемы, включая короткий цикл разработки, технологические сложности при выводе на мировой рынок телефона с диапазонами LTE и трудности проектирования полностью алюминиевого телефона.
В октябре 2016 года Google удалил Nexus 6P из интернет-магазина Google. Следовательно, Google обновил свои страницы поддержки, указав, что:
1. Обновление версии Android для Nexus 6P после сентября 2017 года не гарантируется.
2. Обновления системы безопасности для Nexus 6P не гарантируются после ноября 2018 года.

В апреле 2019 года Google и Huawei договорились выплатить владельцам неисправного устройства компенсацию в размере до 400 долларов. Это связано с иском, поданным владельцами 6P по поводу проблемы с загрузкой, из-за которой устройства отключались случайным образом.

## Дизайн
Смартфон отличается прочным корпусом, несмотря на толщину 7,3 мм. Стоит обратить внимание на заметные детали, например, тонкие скошенные края углов, заднюю пластиковую панель и оформление камеры. По сравнению с другими телефонами, оснащенными 5,7-дюймовыми экранами, Nexus 6P немного шире и длиннее из-за соотношения дисплей/корпус 71,6 %. Вес устройства составляет 178 граммов, это вполне оправдано, учитывая металлические детали телефона.
В отличие от предшественника, Nexus 6Р совместим с кабелем USB Type-C, который подключается к зарядному устройству из комплекта, а также USB Type-A, используемого для подключения к традиционным USB-портам. Стоит отметить наличие двух фронтальных динамиков и датчика отпечатков пальцев, который отличается безупречной функциональностью, даже когда находится в режиме ожидания.

## Аппаратное обеспечение
Nexus 6P оснащен 8-ядерным процессором Snapdragon 810 с частотой 2.0 ГГц. Эта конфигурация состоит из четырёх ядер Cortex-А53 и четырёх ядер Cortex-А57. В комплекте с LPDDR4 3 ГБ оперативной памяти и графическим процессором Adreno 430 устройство работает с высочайшей скоростью и функциональностью.
Важным преимуществом Nexus 6P является мощный аккумулятор на 3450 мАч. Есть поддержка Bluetooth 4.2 LE, NFC и LTE.
Nexus 6P имеет 5,7-дюймовый дисплей с разрешением 1440×2560 точек, выполненный по технологии AMOLED. Он обеспечивает четкое и детальное изображение и становится настоящим визуальным удовольствием. При этом не исключена слабая видимость при солнечном свете. Максимальная яркость достигает 356 нит, это меньше, чем у Nexus 5X (487 нит) и iPhone 6S Plus (593 нит).
Основная камера Nexus 6P имеет разрешение 12,3 Мп и апертуру f/2.0, а также оснащена двойной светодиодной вспышкой, которая делает цвета теплее. Разрешение фронтальной камеры составляет 8 Мп, апертура f/2.2, есть поддержка HDR+.
Захват видео аналогичен Nexus 5X, но в сочетании с улучшенной съемкой видео в формате 4К камера дает достаточно яркие цвета в пользу более теплых тонов. Также стоит отметить отличное качество звукозаписи.

## Программное обеспечение
Смартфон поставлялся с операционной системой Android 6.0 Marshmallow без дополнительных оболочек и прошивок. В сентябре 2017 года было выпущено обновление до 8.1 Oreo
Google обязался выпускать обновления версий Android для этого аппарата до сентября 2017 года, а обновления безопасности — ещё год после того.

## Прием
Nexus 6P получил в целом положительные отзывы. Ars Technica назвала Nexus 5X и Nexus 6P «настоящими флагманами экосистемы Android» и отметила «несколько компромиссов или отсутствие компромиссов»; с дальнейшей похвалой 6P за то, что он лишь немного дороже, чем 5X, но имеет более качественный металлический корпус и более высокие характеристики. The Verge считает Nexus 6P «лучшим» телефоном на Android с «красивым оборудованием и камерой, которая, наконец, может конкурировать». Anandtech похвалил камеру как «высококачественную», но критически оценил цену за пределами Северной Америки и Европы. Wired назвал Nexus 6P «лучшим аппаратным обеспечением, которое Google (и его партнер Huawei) может сделать, и лучшим программным обеспечением, все в одном изящном корпусе», приветствовал «смехотворно быстрое» распознавание отпечатков пальцев, «сверхбыструю зарядку» и назвал её «лучшей камерой для смартфонов».
По сравнению с предыдущим Nexus 6, в Nexus 6P отсутствуют оптическая стабилизация изображения и водонепроницаемость, а также беспроводная зарядка.
iFixit поставил Nexus 6P на 2 балла из 10 с точки зрения ремонтопригодности, высоко оценив прочную конструкцию, которая повысила долговечность, но отметил, что «очень сложно» открыть устройство, не повредив стеклянную крышку камеры из-за цельной конструкции. сложность замены экрана и клея, удерживающего на месте панели задней крышки и аккумулятор.

## Вопросы
Были неподтвержденные заявления о растрескивании задней стеклянной крышки козырька. Предполагается, что причиной этой проблемы является отсутствие компенсационных швов, что делает стекло восприимчивым к тепловому удару при резком изменении температуры, например, при входе в теплую комнату с холода снаружи. Эта проблема может затронуть только определённую партию телефонов и, следовательно, только часть потребителей.
Вскоре после того, как устройство было запущено, сообщалось, что шасси устройства подвержено изгибу под давлением. Хотя изгибается под давлением не только Nexus 6P, сообщается, что согнуть его было легче, чем iPhone 6 Plus.
Некоторые пользователи сообщают о проблемах с Bluetooth, проявляющихся в заикании музыки при воспроизведении через динамики Bluetooth. Google заявил, что уже работает над этим.
Были сообщения о проблемах с микрофоном, которые приводили к слабому и нечеткому качеству голоса. Google исследует проблему, и есть подозрения, что проблема частично вызвана шумоподавлением.
О проблемах с подключением сообщили пользователи сети Telstra 4GX (LTE Band 28) после запуска в Австралии. Проблемы включали случайные отключения от сети 4G/4GX, например, при переключении с Wi-Fi на 4G/4GX.
Телефон иногда без видимой причины переключается в ландшафтный режим и не возвращается в портретный.
При приеме вызова в трехстороннем вызове пользователь не может отправлять сообщения.
Первоначальное развертывание обновления программного обеспечения Android 7.0 Nougat в сентябре 2016 года было временно остановлено после сообщений о разрядке батареи среди первых обновлений. Проблема была исправлена, и развертывание продолжилось.

### Коллективный иск
Была известная проблема, из-за которой батарея внезапно падала до нуля. Кроме того, некоторые наборы попадали в цикл загрузки, что делало их бесполезными. После коллективного иска в США Huawei согласилась возместить владельцам до 400 долларов за проблемы. Аналогичный коллективный иск был разрешен в провинции Квебек, Канада, 23 марта 2018 года.